# Єсбольський сільський округ (Махамбетський район)
Єсбо́льський сільський округ (каз. Есбол ауылдық округі, рос. Есбольский сельский округ) — адміністративна одиниця у складі Махабетського району Атирауської області Казахстану. Адміністративний центр — село Ортакшил.
Населення — 2087 осіб (2021; 2355 у 2009, 2563 у 1999, 2263 у 1989).
Станом на 1989 рік існувала Іспульська сільська рада (села Єнбекшил, Октябрське, Ортакшил, селище Баймунке).

## Склад
До складу округу входять такі населені пункти:
| Населений пункт  | Колишні назви | Населення, осіб (1989) | Населення, осіб (1999) | Населення, осіб (2009) | Населення, осіб (2021) |
| ---------------- | ------------- | ---------------------- | ---------------------- | ---------------------- | ---------------------- |
| Баймунке, селище | -             | 252                    | -                      | -                      | -                      |
| Єнбекшил, село   | -             | 216                    | 427                    | 272                    | 250                    |
| Єсбол, село      | Октябрське    | 645                    | 733                    | 761                    | 668                    |
| Ортакшил, село   | -             | 1150                   | 1403                   | 1322                   | 1169                   |